# Gourdièges
Gourdièges ist eine französische Gemeinde mit 68 Einwohnern (Stand: 1. Januar 2022) im Département Cantal in der Region Auvergne-Rhône-Alpes. Sie gehört zum Kanton Saint-Flour-2 und zum Arrondissement Saint-Flour.
Nachbargemeinden sind Cézens im Nordwesten, Neuvéglise-sur-Truyère mit Oradour im Nordosten und im Osten, Sainte-Marie im Süden und Pierrefort im Südwesten. 

## Bevölkerungsentwicklung
| Jahr                       | 1962 | 1968 | 1975 | 1982 | 1990 | 1999 | 2008 | 2015 |
| -------------------------- | ---- | ---- | ---- | ---- | ---- | ---- | ---- | ---- |
| Einwohner                  | 107  | 105  | 103  | 79   | 61   | 54   | 66   | 55   |
| Quellen: Cassini und INSEE |      |      |      |      |      |      |      |      |